# Khan al-Umdan
El Khan al-Umdan (árabe: خان العمدان; hebreo: ח'אן אל  עומדאן; "caravasar de los pilares" o "posada de las columnas", también conocido como Khán-i-'Avámid) es el caravasar (khan) más grande y mejor preservado de Israel. Localizado en la ciudad vieja de Acre, fue uno de los importantes proyectos puestos en marcha durante el reinado de Jazzar Pachá en la Palestina otomana.

## Historia

### Período otomano
Siendo uno de los cuatro khanes de Acre, el Khan al-Umdan fue construido en 1784 en el sitio de las Aduanas Reales del Reino de Jerusalén. Incorpora cuarenta columnas de granito tomadas de Cesarea, Atlit y las ruinas de monumentos cruzados del mismo Acre.
Por su proximidad al puerto, el Khan al-Umdan ha sido a lo largo de su historia un importante punto comercial. Los mercaderes que llegaban a la ciudad utilizaban el khan como almacén, mientras que el segundo piso era utilizado como albergue. Las caravanas de camellos traían cereal desde las aldeas de Galilea a los mercados de la ciudad y el puerto.
El khan posteriormente ganó relevancia con el bahaísmo con el nombre de Khan-i-'Avámid, pues era el lugar donde Baha'ullah recibía a sus invitados, y más tarde sería una escuela bahaí.
En 1906 fue añadido un reloj de torre en la entrada principal para conmemorar las bodas de plata del sultán Abdul Hamid II, similar a la Torre del Reloj de Jaffa, dedicada al mismo propósito.

### SigloXXI
En 2001, el Khan al-Umdan fue declarado Patrimonio de la Humanidad junto al resto de la ciudad vieja de Acre. En 2004 apareció como sello de Israel por valor de 1,3 séqueles.
Hoy en día, el khan es una importante atracción turística abierta todo el día, y utilizada en ocasiones como escenario al aire libre durante las fiestas de la ciudad, como el festival de teatro de octubre.